# Marco Asensio
Marco Asensio Willemsen (Palma de Mallorca, 21 januari 1996) is een Spaans profvoetballer met Nederlandse roots die doorgaans als vleugelspeler speelt. Hij verruilde Real Madrid in juli 2023 transfervrij voor Paris Saint-Germain. Asensio debuteerde in 2016 in het Spaans voetbalelftal.

## Clubcarrière
Asensio is de zoon van een Spaanse vader en een Nederlandse moeder. Zijn moeder overleed toen hij 15 was. Hij stroomde in 2013 door vanuit de jeugd van RCD Mallorca. Hiervoor debuteerde hij op 27 oktober 2013 in het eerste elftal, in een wedstrijd in de Segunda División tegen Recreativo Huelva. Coach José Luis Oltra hevelde Asensio na enkele wedstrijden definitief over naar de selectie van de hoofdmacht. Asensio begon op 2 februari 2014 voor het eerst in de basiself, tegen Sporting Gijón. Hij maakte op 16 maart 2014 zijn eerste doelpunt in het betaald voetbal, in een competitiewedstrijd tegen CD Tenerife.
Asensio tekende in december 2014 een contract tot 2021 bij Real Madrid. Dat liet hem tot het eind van het seizoen bij RCD Mallorca en verhuurde hem gedurende 2015/16 aan RCD Espanyol. Daarvoor speelde hij voor het eerst in de Primera División. Asensio maakte op 21 augustus 2016 zijn officiële debuut in het eerste elftal van Real Madrid. Die dag speelde hij als linksbuiten tijdens een met 0–3 gewonnen competitiewedstrijd uit bij Real Sociedad. Hierbij maakte hij in de 40e minuut de 0–2. Asensio speelde in zeven seizoenen 191 wedstrijden voor Real Madrid in de competitie en 285 in totaal. Hij won zeventien prijzen met de Madrilenen, waaronder drie keer het landskampioenschap en drie keer de Champions League. Een onbetwiste basisspeler was hij geen seizoen.
Asensio verruilde Real Madrid in juli 2023 transfervrij voor Paris Saint-Germain.

## Clubstatistieken
| Seizoen     | Club           | Competitie       | Competitie | Competitie | Competitie | Beker | Beker | Beker | Europa | Europa | Europa | Totaal | Totaal | Totaal |
| Seizoen     | Club           | Competitie       | Wed.       | Dlp.       | Ass.       | Wed.  | Dlp.  | Ass.  | Wed.   | Dlp.   | Ass.   | Wed.   | Dlp.   | Ass.   |
| ----------- | -------------- | ---------------- | ---------- | ---------- | ---------- | ----- | ----- | ----- | ------ | ------ | ------ | ------ | ------ | ------ |
| 2013/14     | RCD Mallorca   | Segunda División | 20         | 1          | 1          | 0     | 0     | 0     | —      | —      | —      | 20     | 1      | 1      |
| 2014/15     | RCD Mallorca   | Segunda División | 36         | 6          | 8          | 0     | 0     | 0     | —      | —      | —      | 36     | 6      | 8      |
| Club Totaal | Club Totaal    | Club Totaal      | 56         | 7          | 9          | 0     | 0     | 0     | 0      | 0      | 0      | 56     | 7      | 9      |
| 2014/15     | Real Madrid    | Primera División | 0          | 0          | 0          | 0     | 0     | 0     | 0      | 0      | 0      | 0      | 0      | 0      |
| Club Totaal | Club Totaal    | Club Totaal      | 0          | 0          | 0          | 0     | 0     | 0     | 0      | 0      | 0      | 0      | 0      | 0      |
| 2015/16     | → RCD Espanyol | Primera División | 34         | 4          | 13         | 3     | 0     | 2     | —      | —      | —      | 37     | 4      | 15     |
| Club Totaal | Club Totaal    | Club Totaal      | 34         | 4          | 13         | 3     | 0     | 2     | 0      | 0      | 0      | 37     | 4      | 15     |
| 2016/17     | Real Madrid    | Primera División | 23         | 3          | 2          | 6     | 3     | 1     | 9      | 4      | 1      | 38     | 10     | 4      |
| 2017/18     | Real Madrid    | Primera División | 32         | 6          | 5          | 7     | 4     | 0     | 14     | 1      | 1      | 53     | 11     | 6      |
| 2018/19     | Real Madrid    | Primera División | 30         | 1          | 8          | 5     | 3     | 1     | 9      | 2      | 0      | 44     | 6      | 9      |
| 2019/20     | Real Madrid    | Primera División | 9          | 3          | 1          | 0     | 0     | 0     | 1      | 0      | 0      | 10     | 3      | 1      |
| 2020/21     | Real Madrid    | Primera División | 35         | 5          | 2          | 2     | 0     | 0     | 11     | 2      | 0      | 48     | 7      | 2      |
| 2021/22     | Real Madrid    | Primera División | 22         | 8          | 0          | 3     | 1     | 0     | 5      | 1      | 1      | 30     | 10     | 1      |
| Club Totaal | Club Totaal    | Club Totaal      | 151        | 26         | 18         | 23    | 11    | 2     | 49     | 10     | 3      | 223    | 47     | 23     |
| TOTAAL      | TOTAAL         | TOTAAL           | 241        | 37         | 40         | 26    | 11    | 4     | 49     | 10     | 3      | 316    | 58     | 47     |

Bijgewerkt op 9 maart 2022.

## Interlandcarrière
Asensio maakte op 29 mei 2016 onder leiding van bondscoach Vicente del Bosque zijn debuut in het Spaans voetbalelftal, in een oefeninterland tegen Bosnië en Herzegovina (3-1) in Sankt Gallen (net als Sergio Asenjo, Pablo Fornals, Héctor Bellerín, Diego Llorente, Denis Suárez, Mikel Oyarzabal en Iñaki Williams). Hij moest in dat duel na 60 minuten plaatsmaken voor Williams. Asensio maakte eveneens deel uit van de Spaanse selectie, die onder leiding van interim-bondscoach Fernando Hierro deelnam aan het WK 2018. Spanje verloor in de achtste finales na een strafschoppenreeks van gastland Rusland (3-4). Asensio kwam in drie van de vier duels in actie. Hij maakte op 11 september 2018 zijn eerste doelpunt voor de nationale ploeg. Hij schoot Spanje toen op 2–0 in een met 6–0 gewonnen wedstrijd in het kader van de UEFA Nations League tegen Kroatië. Bondscoach Luis Enrique nam Asensio niet mee naar het EK 2020, maar wel naar het WK 2022. Daarop had hij drie keer een basisplaats en viel hij één keer in. Hij scoorde in een met 7–0 gewonnen groepswedstrijd tegen Costa Rica.

## Erelijst
Real Madrid
- FIFA Club World Cup: 2016, 2017, 2018, 2022
- UEFA Champions League: 2016/17, 2017/18, 2021/22
- UEFA Super Cup: 2016, 2017, 2022
- Primera División: 2016/17, 2019/20, 2021/22
- Copa del Rey: 2022/23
- Supercopa de España: 2017, 2019/20, 2021/22

 Spanje onder 19
- UEFA Europees kampioenschap onder 19: 2015

 Spanje
- UEFA Nations League: 2022/23

Individueel
- Segunda División Speler van de Maand: oktober 2014
- UEFA Europees kampioenschap onder 19 Gouden Speler: 2015
- La Liga Awards Doorgebroken Speler: 2015/16
- UEFA Europees kampioenschap onder 21 Zilveren Schoen: 2017
- UEFA Europees kampioenschap onder 21 Team van het Toernooi: 2017
- UEFA Champions League Breakthrough XI: 2017